# Псуване
Псувнята или ругатнята е форма на клетва със сексуален или със скатологичен характер. За разлика от традиционната клетва, сексуалната има за цел по-скоро обида на лицето, към което е насочена, а не толкова нанасяне на вреда чрез извикване на трансцендентни сили.
Сексуалната клетва е широко разпространена в Източна Европа - източно от мислената линия Санкт Петербург – Риека.
В България традиционно сексуалната клетва се употребява предимно от мъжете, докато жените употребяват обикновеното кълнене с магьоснически характер. Българите псуват най-често роднините от женски пол на обекта на клетвата - на първо място майката и по-рядко сестра и леля. За разлика от своите съседи сърби и гърци, българите не псуват на вяра, Бог или други персонажи, свързани с християнската религия.

## Етимология
В „Български етимологичен речник“ псувам се свързва със славянското пес – куче, по подобие на гръцкото циник (Κυνικός), също произхождащо от куче.
Друга етимология предлага българският историк Петър Добрев в „Езикът на Аспаруховите и Куберови българи“, като дава примери от пущунски: пецу, пцу – проклинам, поч – ругатня. В нуристанските езици (езика кати) psov, psosti означава погубвам. В санскритски apras, apadh, палийски pisuna, pesuna – псувам, ругая, проклинам. В рушански и хуфски aqorat paδastōw – псувам. В осетински psъune означава „отходно място“, което традиционно се смята за кавказка заемка.

## Псуването в английския език
В английския език една от най-често използваните псувни е думата fuck (т.нар. F word – думата с „ф“) и словосъчетанията, които тя образува. Няколко примерни словосъчетания са: fuck you, fuck that, fuck off. По този начин те се различават от славяноезичните псувни, където обект на псувнята е обикновено роднина от женски пол (вж. горе).